# Neufgrange
Neufgrange é uma comuna francesa na região administrativa de Grande Leste, no departamento de Mosela. Estende-se por uma área de 7,17 km². Em 2010 a comuna tinha 1 396 habitantes (densidade: 194,7 hab./km²).